# Associazione Sportiva Dilettantistica Sport Club Aurora Chiavari
L'Associazione Sportiva Dilettantistica Sport Club Aurora Chiavari è una squadra ciclistica italiana con sede a Chiavari, che in passato svolse anche attività polisportiva.
Fondata nel 1919, in oltre 100 anni di storia ha condotto la sua attività in molteplici discipline, raggiungendo i maggiori successi nel pugilato e nel ciclismo.

## Storia
Lo Sport Club Aurora venne fondato a Chiavari il 20 luglio 1919 ad opera di quindici sportivi locali. Nei primi decenni di vita organizzò attività anche non prettamente sportive, come corsi floreali.
Nel 1972 venne insignito della Stella d'argento al merito sportivo e nel 1991 della Benemerenza d'oro al Merito del Ciclismo. Dagli anni 2010 la società è attiva esclusivamente nell'organizzazione di corse ciclistiche; durante i festeggiamenti per il secolo di vita, avvenuti nel 2019, intervennero il giornalista sportivo Beppe Conti ed il paraciclista Vittorio Podestà, che da ragazzo fu tesserato dell'Aurora Chiavari.

## Presidenti
L'Aurora Chiavari ha avuto 14 presidenti.
- Gio Batta Ghio
- Emilio Balbi
- Antonio Giorgi
- Giuseppe Brizzolara
- Luigi Ori
- Emilio Grasso
- Alfredo Franceschini
- Domenico Norero
- Domenico Brignardello
- Antonio Pandolfi
- Sandro De Martini
- Mario Sanguineti
- Giuseppe Cassinelli
- Alfonso Barattini

## Sezioni

### Atletica Leggera
L'Aurora Chiavari fu attiva nel podismo, tra i suoi atleti si distinse Mario Mangiante che nel 1926 ottenne la medaglia d'argento alla maratonina di 20 km corsa a Cosenza valevole per i Campionati italiani assoluti di atletica leggera. L'attività venne nel tempo abbandonata.

### Calcio
Nel primo anno di vita la società organizzò una squadra di calcio, che disputò partite amichevoli tra cui due derby con l'Entella terminati con due sconfitte per 13-1 e 3-0. L'attività venne nel tempo abbandonata.

### Ciclismo

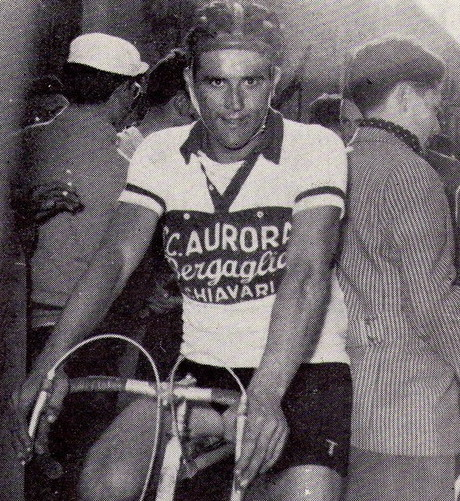
Aurelio Del Rio prima di diventare professionista nel 1954.

Negli anni 1940 la sezione ciclismo assunse la denominazione Aurora Bergaglio Chiavari - dal nome dello sponsor principale e direttore sportivo Agostino Bergaglio - ed in questo decennio lanciò tra i professionisti Angelo Brignole, oltre a registrare nel 1948 la vittoria del 9º Giro della Lunigiana ad opera di Armando Armanino. Nel 1953 Renato Ponzini ottenne la vittoria nella Milano-Rapallo e venne convocato ai Campionati del mondo di ciclismo su strada per la prova in linea Dilettanti, prima di passare tra i professionisti, cosa che fece negli stessi anni anche Aurelio Del Rio. Negli anni 1970 si distinse la giovane promessa Alberto Massucco, deceduto a 21 anni quando era ancora dilettante.
Dagli anni 2010 società è attiva esclusivamente nell'organizzazione di corse ciclistiche, come ad esempio la tappa del Giro d'Italia 2015 che partì da Chiavari il 12 maggio.

### Nuoto
L'Aurora Chiavari fu attiva nel nuoto di fondo, ma l'attività venne nel tempo abbandonata e l'eredità cittadina venne raccolta dalla Chiavari Nuoto, fondata come Rari Nantes Chiavari il 5 settembre 1946.

### Pallacanestro
Il sodalizio fu attivo nella pallacanestro, diventando nel tempo una società indipendente denominata Associazione Sportiva Dilettantistica Aurora Basket Chiavari.

### Pugilato

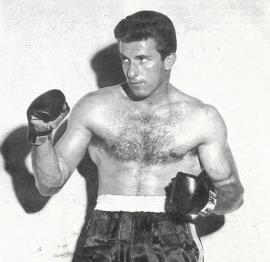
Giacomo Bozzano, medaglia di bronzo a.

Il pugile Giacomo Bozzano dell'Aurora Chiavari conquistò la medaglia di bronzo nei pesi massimi alle olimpiadi di Melbourne 1956. Un altro atleta del sodalizio, Aldo Traversaro, ottenne nel 1977 il titolo europeo dei pesi mediomassimi dell'European Boxing Union conservandolo fino al 1979.
L'attività pugilistica si è successivamente scissa in una società indipendente, l'Associazione Sportiva Dilettantistica Pugilistica Tito Copello.